# Manuel Manso
Manuel Manso de Velasco. Nació en Burgos en 1755, hijo de Manuel Manso de Velasco.
Realizó sus estudios en la Universidad de Valladolid, donde se graduó de bachiller en leyes en 1775, siendo uno de los fundadores de la Sociedad económica del país de aquella ciudad. 
Tras una estancia de casi 30 años en al península, y tras haber ocupado el cargo de diputado en las cortes de 1793 y 1794 como caballero maestrante de la Real Audiencia de Sevilla, en 1795 fue nombrado administrador general de rentas generales y provinciales de Chile.
En 1810, con ocasión de la elección de diputados para las cortes de Cádiz en Chile, fue el candidato cuyo nombre más se repitió en los cabildos, con 6 postulaciones. 
Contrajo matrimonio con Maria Mercedes de Rojas y Salas, nacida en Santiago en 1780. Tuvieron sólo una hija, Teresa Manso de Velasco y Rojas, quien contrajo matrimonio con el Coronel Jorge Beauchef, cuyos descendientes poseyeron el mayorazgo de Rojas.
Durante la revolución de la independencia fue realista declarado, opositor a la instalación de un cabildo abierto en 1810, por lo que cuando José Miguel Carrera lo llamó para participar de la junta de gobierno de enero de 1812, presentó su renuncia inmediata. En 1816 solicitaba la superintendencia de la Casa de Moneda de Santiago.
- Datos: Q9027918